# Vakar ir visados
Vakar ir visados è un film del 1985 diretto da Gytis Lukšas.

## Trama
Un uomo apre le imposte di un casolare contadino. Seguono immagini e sequenze di vita tradizionale nella Lituania rurale: dalle attività domestiche a quelle artigianali e legate all'agricoltura, alla tessitura, alle consuetudini e ai riti, quali il matrimonio, esemplificate da una donna, una ragazza e un bambino e presentate in un clima nostalgico e con accompagnamento di versi e canti tradizionali. L'uomo richiude le imposte.